# Mauchline
Mauchline, schottisch-gälisch: Machlainn, ist eine Ortschaft im Westen der schottischen Council Area East Ayrshire beziehungsweise in der traditionellen Grafschaft Ayrshire. Sie liegt rund zehn Kilometer südöstlich von Kilmarnock und 16 Kilometer östlich von Ayr nahe dem rechten Ufer des Ayr.

## Geschichte
681 wurde die Invasion eines irischen Stammes bei Mauchline zurückgedrängt. Ob sich zu dieser Zeit am Ort eine Siedlung befand, ist unklar. Im Jahre 1177 erhielten die Mönche der Melrose Abbey die Ländereien von Mauchline. Zum Schutz ließen sie um 1450 das Tower House Mauchline Castle errichten, das ihre Basis in Ayrshire bildete. König Jakob IV. erhob die Ortschaft 1510 in den Stand eines Burgh of Barony. Mit der Reformation und der einhergehenden Säkularisation monastischer Besitztümer fiel Mauchline an Hugh Campbell, 1. Lord Campbell of Loudoun. In der Folge ging der Status des Burgh of Barony verloren und Mauchline wurde als Free Burgh of Barony installiert. Im frühen 18. Jahrhundert wurde der Titel endgültig entzogen.
Als Burgh besaß Mauchline das Marktrecht. Von überregionaler Bedeutung waren insbesondere die jährlichen Viehmärkte an neun festen Terminen. Des Weiteren entwickelte sich Mauchline mit der Holzindustrie. Die ansässigen Unternehmen stellten ornamentierte, teils mit Tartanmustern bemalte Behälter aus Holz her, die überregional vertrieben wurden. Bis in die 1930er Jahre wurden sie als „Mauchline Ware“ vertrieben und sind heute Sammlerstücke. Seit 1851 wurden auch Curlingsteine produziert.
1544 wurde der Reformator George Wishart zu einer Predigt in Mauchline eingeladen. Der Sheriff of Ayr verwehrte jedoch den Zutritt zur Kirche. Wishart predigte deshalb außerhalb der Stadt an einem Ort im Mauchline Moor. Im Zentrum von Ayrshire gelegen, ist Mauchline mit der Geschichte der Covenanter verknüpft. Eine Covenanter-Armee sammelte sich dort 1666 vor der Schlacht von Rullion Green an den Hängen der Pentland Hills. In der Schlacht erlitten die Covenanter eine entscheidende Niederlage. König Jakob VI. ließ 1685 fünf Covenanter auf dem Dorfanger Mauchlines exekutieren. Zum Gedenken wurde an diesem Ort in den 1830er Jahren ein Denkmal errichtet.
Nahe Mauchline befindet sich der Bauernhof Mossgiel, welchen der schottische Dichter Robert Burns in seiner größten Schaffensphase bewohnte. Die Vorbilder verschiedener Orte in seinen Gedichten befinden sich in der Ortschaft.
Im Laufe des 19. Jahrhunderts wuchs die Einwohnerzahl von Mauchline stetig an. Wurden 1831 noch 1364 Personen gezählt, so waren es 1881 bereits 1616. Im Rahmen der Zensuserhebung 2011 wurden in Mauchline 4099 Einwohner gezählt.

## Verkehr
Bereits im 19. Jahrhundert bestanden ab Mauchline regelmäßige Kutschverbindungen nach Ayr, Glasgow und Catrine. Die A76 (Kilmarnock–Dumfries) bildet heute die Hauptverkehrsstraße von Mauchline und bindet die Ortschaft an das Fernstraßennetz an. Im Zentrum kreuzt die nach Ayr führende B743. 1788 wurde mit der einbögigen Barskimming New Bridge eine Querung des Ayr errichtet. Im 19. Jahrhundert erhielt Mauchline einen Bahnhof entlang der Glasgow, Paisley, Kilmarnock and Ayr Railway, die später Kernstück der Glasgow and South Western Railway wurde. Des Weiteren wurde eine Stichbahn nach Ayr eingerichtet. Der Bahnhof wurde in den 1960er Jahren aufgelassen. Die bis heute betriebene Strecke quert auf dem 1848 erbauten Ballochmyle Viaduct den Ayr.